# 前川茂輝
前川 茂輝（まえがわ しげき、1978年12月1日 - ）は、日本の俳優。フラッシュアップ所属。マエガワ茂輝としても活動。

## 来歴・人物
- アメリカからの帰国子女である。ニューヨーク日本人学校中等部卒。慶應義塾大学法学部法律学科卒。
- 2013年、JUJUのRADIPEDIAにゲスト出演した際にはJUJUとポーターのハチにエチュードを指導した[1]。
- 2014年、主演した全編英語詞による時代劇ミュージカル短編映画『サムライオペラ』がゆうばり国際ファンタスティック映画祭2014で上映され、本人もトークゲストとして登壇した[2]。
- 2017年6月、YouTubeにて『The Lost Pendant ～失われたペンダント～』[3]という本人主演のアクション作品が公開された。
- 2017年11月、台湾の高雄映画祭にて出演作の『水戸黄門Z』が特別プログラムの一つとして上映され、本人も訪台して上映後に観客とのQ&Aに参加した[4]。

## 出演

### テレビドラマ
- TOKYOエアポート〜東京空港管制保安部〜（フジテレビ、2012）レギュラー管制官役[5]
- 夜行観覧車 第8話[6]（TBS、2013年3月8日）
- 防災戦士マモルンジャー第9話（J:COMチャンネル、2014）たけし役[7]
- 近キョリ恋愛〜Season Zero〜[8]（日本テレビ、2014）田岡（英語教師）役[9] ※英語指導としても参加。
- 東野圭吾「変身」 第3,5話（WOWOW、2014）※英会話指導としても参加。
- 三匹のおっさん2 第7話（テレビ東京、2015）[10]
- 探偵の探偵（フジテレビ、2015）警官役[11]
- あらすじ名作劇場 イソップ物語編[12]（BS朝日、2017年3月1日）長男役

### テレビアニメ
- 残響のテロル 第6,7話（フジテレビ、2014）[13]

### CM
- 伊東園ホテルズ[14]『サラリーマン編』[15]『シニア夫婦編』[16]（2017-）

### 映画
- 大地の詩〜留岡幸助物語〜（2011年、山田火砂子）役人役[17]
- work shop[18]（2013年、千葉誠治）
- サムライオペラ（2013年、大川祥吾）主人公：名も無き浪人役
- 鬼魔愚零アンダーグラウンド（2016年、大川祥吾）警官役[19]。
- 水戸黄門Z[20]（2017年、大川祥吾）助三郎（助さん）役
- 沈黙 -サイレンス-（2017年、マーティン・スコセッシ）[21]
- 走れ!T校バスケット部（2018年、古澤健）牧師役
- お前ら全員めんどくさい!（2019年、宝来忠昭）佐藤先生役[22]

### 舞台
- 眠れる森の美女（2007年2月、新国立劇場）衛兵役[23]
- ドン・キホーテ（2007年6月-7月、新国立劇場）松葉杖をついた男役[23]
- 椿姫（2007年11月、新国立劇場）執事役[23]
- ラチェットレンチ公演『星空と彼女のノイズ』[24]（2010年6月） ※マエガワ茂輝として
- ラチェットレンチ公演『青天のトラブルチェリー』[25]（2011年2月） ※マエガワ茂輝として
- 真田十勇士[26]（2013年8月-10月、赤坂ACTシアター・中日劇場・梅田芸術劇場、作：中島かずき 演出：宮田慶子）

### ラジオ
- JUJUのRADIPEDIA（J-WAVE、2013年10月3日 ※この回は同年9月28日にUstreamにて公開収録された。）ゲスト出演 [1]